# Прецелле
Прецелле (нем. Prezelle) — община в Германии, в земле Нижняя Саксония.
Входит в состав района Люхов-Данненберг. Подчиняется управлению Гартов. Население составляет 480 человек (на 31 декабря 2010 года). Занимает площадь 41,51 км².
Коммуна подразделяется на 3 сельских округа.